# Асоціація друзів конституційного правління (Японська імперія)

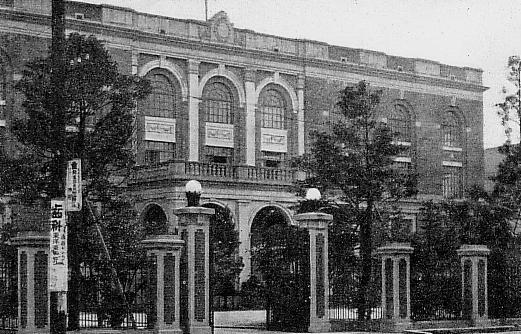
Штаб-квартира політичної партії «Асоціація друзів конституційного правління» 1930 рік.

Герб політичної партії «Асоціація друзів конституційного правління»

Японська політична партія «Асоціація друзів конституційного правління» відома також як «Ріккен Сейюкай» (япон.立憲政友会). Ця політична партія була однією з головних політичних партій довоєнної Японської імперії.                                                                          
Політична партія «Асоціація друзів конституційного правління» була заснована 15 вересня 1900 року японським політиком Іто Хіробумі, ця політична партія була проурядовим альянсом бюрократів і колишніх членів японської політичної партії «Кенсейто». Політична партія «Асоціація друзів конституційного правління» була найпотужнішою політичною партією в нижній палаті сейму (парламенту) Японської імперії з 1900 по 1921 рік, і вона сприяла створенню так званого японського «великого уряду» та сприяла великим державним витратам. Хоча самі члени цієї політичної партії називали її «ліберальною», загалом вона була досить консервативною за сучасними визначеннями цього терміна. Вона часто виступала проти соціальних реформ і підтримувала бюрократичний контроль і японський мілітаризм з метою отримання голосів японських виборців. Ця політична партія розглядала політичну партію «Конституційно-демократична партія» як свого головного політичного суперника.
Політична партія «Асоціація друзів конституційного правління» прийшла до влади в Японській імперії в жовтні 1900 року під керівництвом 4-ї адміністрації пана Іто Хіробумі. Під керівництвом свого другого лідера, пана Сай'ондзі Кіммоті вона брала участь у політичному русі відомому як «Руху на захист конституційного правління» з 1912 по 1913 рік. Це була керівна партія під керівництвом прем'єр-міністра Японської імперії пана Ямамото Ґомбея з 1913 по 1914 рік. Міністр кабінету міністрів (а пізніше 4-й президент цієї політичної партії) пан Такахасі Корекійо допоміг зміцнити зв’язки цієї політичної партії з японською олігархією відомою під терміном «дзайбацу», особливо з фінансовими інтересами японської організації «Міцуї».
Третій президент політичної партії «Асоціація друзів конституційного правління» пан Хара Такасі, став прем'єр-міністром Японської імперії у вересні 1918 року та призначив на всі посади в японському уряді, окрім японських міністра армії, міністра флоту та міністра закордонних справ, членів своєї політичної партії. У 1920 році політична партія «Асоціація друзів конституційного правління» досягла піка своєї популярності серед японського народу.
Після вбивства пана Хара Такасі в 1921 році велика частина членів політичної партії «Асоціація друзів конституційного правління» втекли, щоб сформувати політичну партію «Сейюхонто» на загальних виборах в Японській імперії в 1924 році. Одначе  політична партія «Асоціація друзів конституційного правління» зберегла достатньо місць в парламенті, щоб домінувати в кабінеті 5-го президента цієї партії, японського генерала Танака Ґіїті з 1927 по 1929 рік.
Перебуваючи в опозиції під час кабінету японського прем’єр-міністра пана Хамаґуті Осаті, де домінували політичну партію «Ріккен Мінсейто», політина партія «Асоціація друзів конституційного правління» виступили проти ратифікації лондонського військово-морського договору 1930 року, та  проти статті 11 Конституції Японської імперії відомої в історії як «Конституції Мейдзі», яка передбачала незалежність японських військових від японського цивільного контролю.
Після перемоги на загальних виборах 1932 року під керівництвом пана Інукаї Цуйосі політична партія «Асоціація друзів конституційного правління» сформувала свій кабінет міністрів, запровадивши національну валюту єну та провівши політику для відновлення економіки Японської імперії. Проте після вбивства пана Інукаї Цуйосі під час інциденту 15 травня 1932 року фракційність всередині цієї партії обмежила її ефективність.
У 1940 році політична партія «Асоціація друзів конституційного правління» проголосувала за свій саморозпуск, та приєднання до створеної урядом Японської імперії «Асоціації сприяння імперському правлінню» в рамках зусиль відомого японського політика пана Коное Фумімаро по перетворенню Японської імперії в однопартійну державу, і після цього ця політична партія припинила своє існування. 
Відомий японський політик пан Хатояма Ітіро, який був членом Палати представників (нижня палата парламенту Японської імперії) від політичної партії «Асоціація друзів конституційного правління», привів деяких колишніх членів  своєї партії до новоствореної японської Ліберальної партії в 1945 році.

## Результати виборів
| Вибори   | голосів   | %      | Сидіння   | +/–   |
| -------- | --------- | ------ | --------- | ----- |
| 1902 рік | 433,763   | 50,40% | 191 / 376 | ▬     |
| 1903 рік | 373 022   | 45.42  | 175 / 376 | ▼ 16  |
| 1904 рік | 217,691   | 33.47  | 133 / 379 | ▼ 42  |
| 1908 рік | 649 858   | 48.40  | 187 / 379 | ▲ 54  |
| 1912 рік | 689 613   | 51.52  | 209 / 381 | ▲ 22  |
| 1915 рік | 446 934   | 31.54  | 108 / 381 | ▼ 101 |
| 1917 рік | 504,720   | 38,80  | 165 / 381 | ▲ 57  |
| 1920 рік | 1 471 728 | 55,77  | 278 / 464 | ▲ 113 |
| 1924 рік | 666317    | 22.41  | 103 / 464 | ▼ 175 |
| 1928 рік | 4,244,385 | 43,06% | 217 / 466 | ▲ 114 |
| 1930 рік | 3 925 980 | 37,69  | 174 / 466 | ▼ 43  |
| 1932 рік | 5,683,137 | 58.20  | 301 / 466 | ▲ 127 |
| 1936 рік | 4 188 029 | 37,62  | 174 / 466 | ▼ 127 |
| 1937 рік | 3,594,863 | 35.23  | 175 / 466 | ▲ 1   |